# Stadio Internazionale di Bassora
Lo stadio internazionale di Bassora (inglese: Basra International Stadium, in arabo مدينة البصرة الرياضية‎?) è uno stadio di calcio situato a Bassora, in Iraq. 
Inaugurato nel 2013, è dotato di pista di atletica e ha una capienza di 65 227 spettatori; ospita le partite casalinghe della nazionale irachena, dell'Al-Mina'a e del Naft Al-Janoob.

## Storia
La costruzione dell'impianto, dotato di 20 suite, 230 posti VIP e un parcheggio con 10 000 posti auto, iniziò il 1º gennaio 2009 e si concluse il 12 ottobre 2013. 
Con un budget di 550 milioni di euro il governo iracheno finanziò la costruzione di una città dello sport che comprende, oltre al citato impianto, anche uno stadio secondario da 10 000 posti, collegato al principale tramite un tunnel. Il complesso sportivo include altresì quattro hotel a cinque stelle e altre attrezzature sportive. 
La prima partita internazionale tenutasi allo stadio, Iraq-Giordania (1-0) risale al 1º giugno 2017.
È uno dei due stadi che hanno ospitato la Coppa delle nazioni del Golfo 2023.